# Битка при Бела паланка и Пирот
Битката при Бела паланка и Пирот от 12 до 15 декември 1877 година е сражение в Сръбско-турската война (1877 – 1878), приключило със завладяването на двата града от сърбите.

## Разположение на силите
Битката е резултат от настъпателна операция на сръбските войски, целяща изолиране на турците в Нишката крепост и осигуряване на фланга на руските войски при преминаването на Стара планина и овладяването на София.
Към 7 декември, два дни след началото на похода от Княжевац, сърбите завземат връх Бабина глава (северно от Бела паланка) и прохода Свети Никола в Стара планина. От тези позиции части от Тимошкия (7000 пехотинци и 8 оръдия) и Шумадийския (6000 пехотиннци с 22 оръдия) корпус, командвани от генерал Йован Белимаркович, се спускат на юг към долината на Нишава.
Османският гарнизон в Бела паланка е до 2000 войници, а в околностите на Пирот са разположени още 12 – 13 табура с 28 оръдия.

## Ход на военните действия

### Битка при Бела паланка
На 12 декември генерал Белимаркович провежда демонстративни действия на подстъпите на Пирот при Будим дел и село Нишор. В това време тимошките войски начело с полковник Джура Хорватович атакуват турските позиции при Бела паланка. Турските войски оказват силен отпор, но отстъпват към Пирот, след като сърбите прекосяват Нишава в обход на десния им фланг.
В този бой съобщенията между турските войски в Ниш и София са прекъснати. Сърбите губят 140 души, вземат голямо количество оръжие и снаряжение (включително 4 оръдия).

### Битка при Пирот
На 13 декември Шумадийският корпус провежда две атаки срещу турските укрепления при Нишор, отбити с тежки загуби. Това кара Белимаркович да привлече на помощ отряда на Хорватович от Бела паланка.
След упорити боеве при селата Суводол и Блато на левия бряг на Нишава на 15 декември отрядът излиза на западните подстъпи на Пирот. През нощта османските войски се оттеглят към София, след като взривяват склада с боеприпаси. Сърбите влизат в Пирот на 16 декември. В боевете за града те губят 790 убити и ранени (в това число 480 при Нишор). Турците оставят в техни ръце 28 оръдия, 1500 пушки и голямо количество муниции.